# Chongqing Rail Transit
Chongqing Rail Transit (chinesisch: 重庆轨道交通; Pinyin: Chóngqìng guǐdào jiāotōng) oder kurz CRT ist das Schnellbahnnetz von vom übrigen Verkehr getrennten Bahnen in der chinesischen regierungsunmittelbaren Stadt Chongqing. Das System besteht aus zwei Einschienenbahnlinien und neun U-Bahnlinien mit einer Streckenlänge von über 500 Kilometern. Betreiber ist Chongqing Rail Transit Corporation (chinesisch: 重庆市轨道交通总公司). Die Einschienenbahnen sind als Hochbahn ausgeführt, die zum Teil beträchtliche Steigungen überwinden. Die konventionellen U-Bahn-Strecken entsprechen weitgehend dem chinesischen Standard, sind aber ebenfalls für größere Steigungen (meist 50 Promille) ausgelegt.
Aufgrund von Chongqings Lage am Zusammenfluss von Jangtse und Jialing im Gebirge müssen große Höhenunterschiede überwunden werden, wodurch aufwändige Ingenieurbauwerke entstanden. So befinden sich mit den Bahnhöfen Hongyancun (116 Meter unter Erdoberfläche) und Hualongqiao (46 Meter über Erdoberfläche) die tiefste und die höchste Metrostation der Welt in Chongqing. Die Linie 6 wird im Nordwesten auf einer Brücke in einer Höhe von 100 Metern über dem Jialing geführt.
Mittelfristig ist ein Gesamtnetz von 18 Linien mit 820 Kilometern Streckenlänge vorgesehen, die die wichtigsten Stadtteile der Kernstadt sowie ausgewählte Vorstädte von Chongqing erschließen werden.

## Monorail

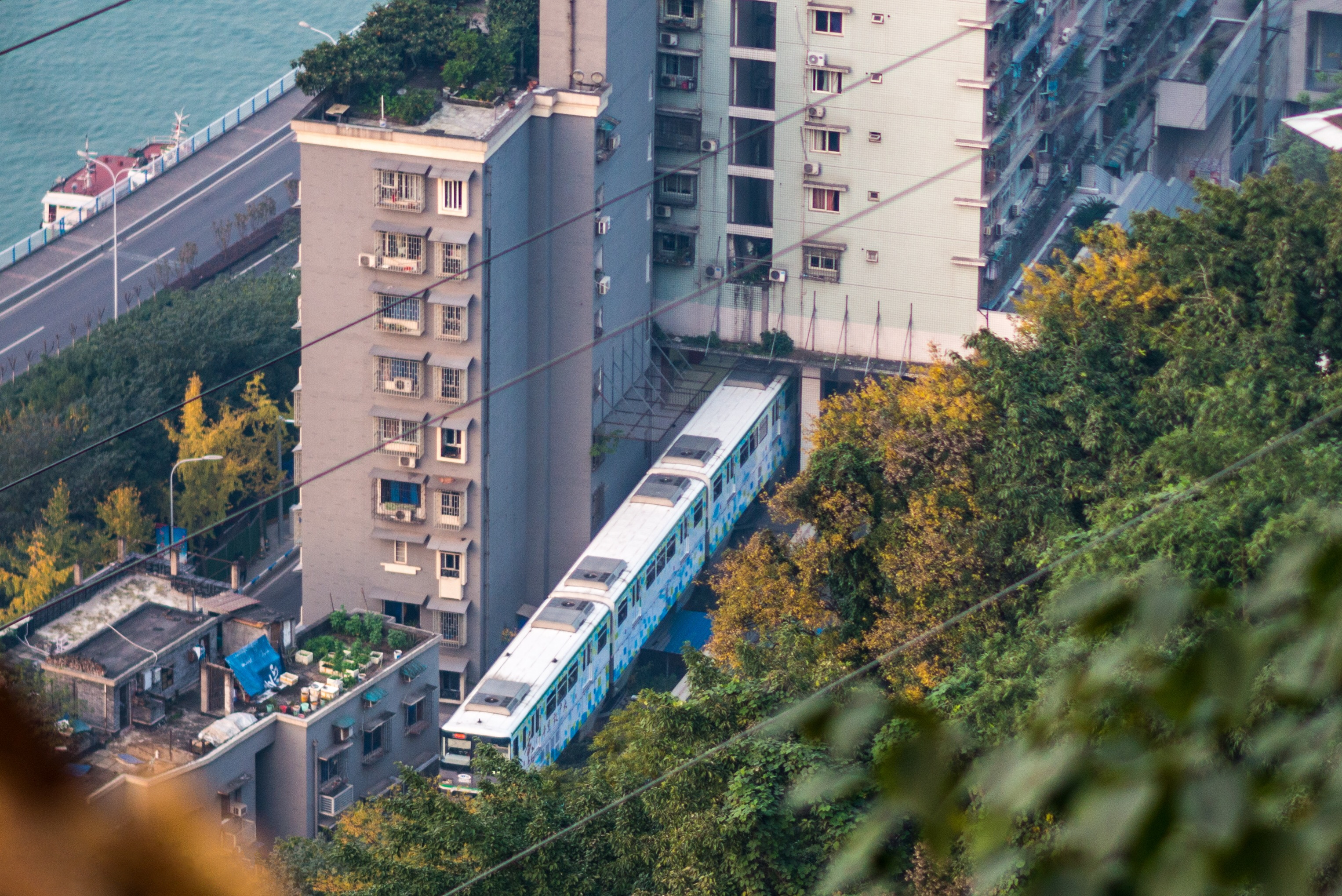
Fotoberühmte Station Liziba der Linie 2

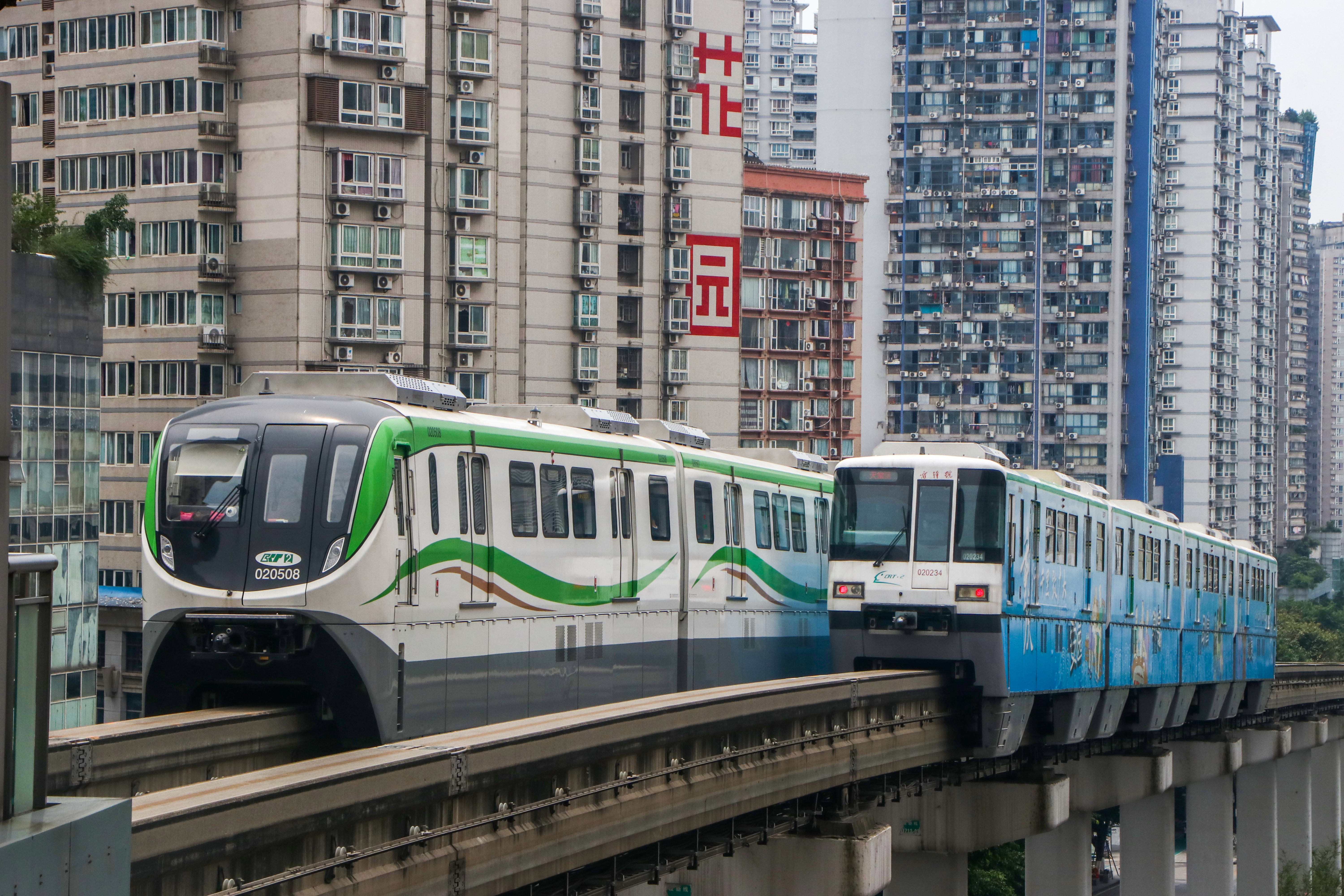
Alte und neue Monorail auf der Linie 2

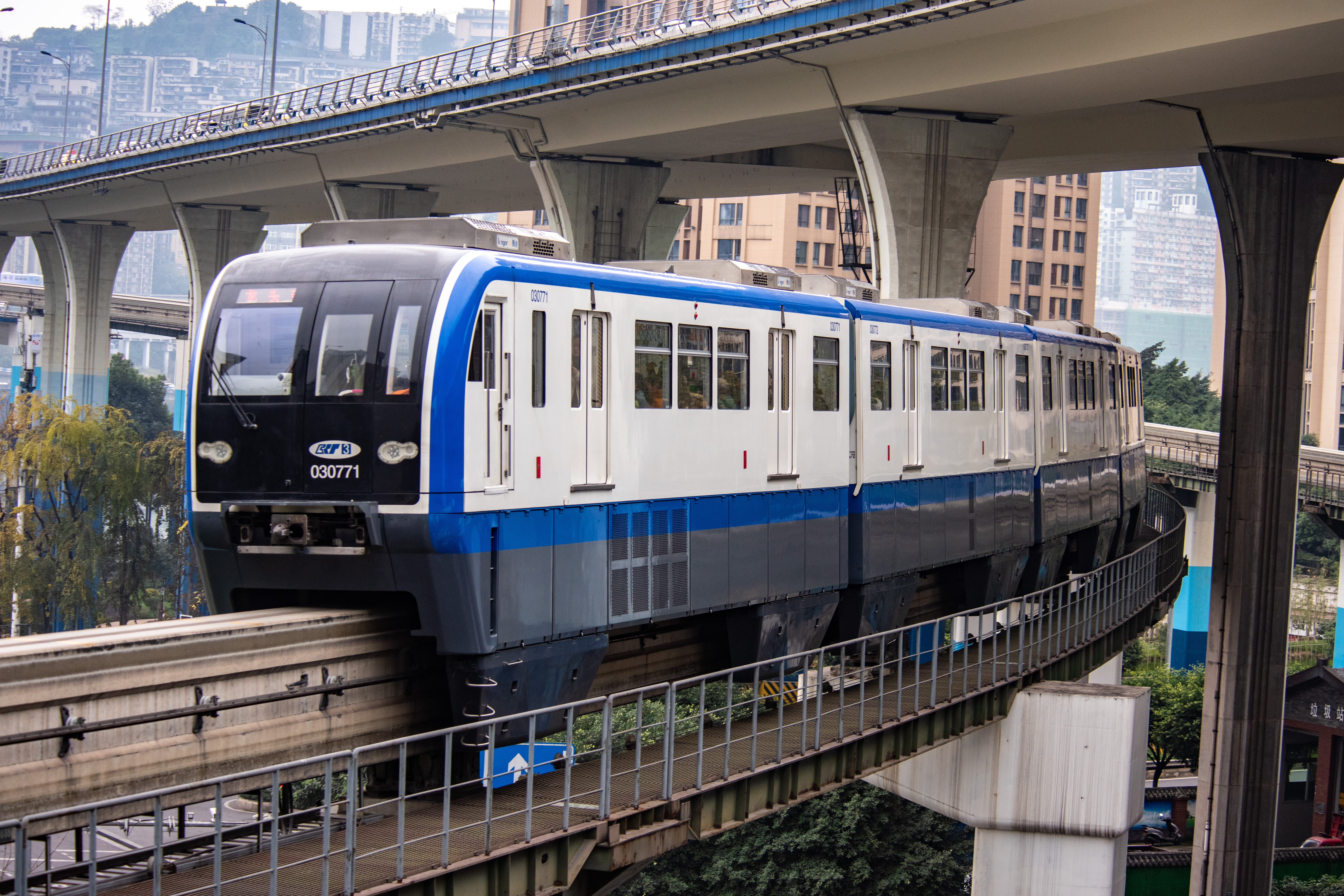
Monorail der Linie 3

Die Linien 2 und 3 sind zusammen 98 Kilometer lang und bilden somit das weltweit größte Netz von Einschienenbahnen (Monorails). Sie haben wegen ihrer Gummireifen eine höhere Steigfähigkeit als eine konventionelle U-Bahn. Es wurde das System von Hitachi ausgewählt, das bereits seit 1964 bei der Tokyo Monorail eingesetzt wird. Hitachi lieferte auch die ersten vierteiligen Fahrzeuge des Typs. Die Stromversorgung erfolgt über eine Stromschiene bei 1500 V Spannung.

### Linie 2
Die Linie 2 wurde als erste Linie von CRT am 18. Juni 2005 eröffnet. Der erste Abschnitt führt von der Station Jiàochǎngkǒu (较场口) im Zentrum der Stadt zum Zoo im Südwesten von Chongqing. Am 1. Juli 2006 erfolgte die Verlängerung vom Zoo in das Industriegebiet Xīnshāncūn (新山村) im Bezirk Dàdùkǒu (大渡口) und per 31. Dezember 2014 um ein 6,2 km langes Teilstück bis zur Endstation Yúdòng (渝洞) im Stadtteil Bānán am rechten Ufer des Yangtse, wo zur anderen Monorail-Linie 3 umgestiegen werden kann. Die Linie hat 25 Stationen auf einer Streckenlänge von 31,3 Kilometern. Bis auf zwei kurze unterirdische Abschnitte im Stadtzentrum ist die Strecke in Hochlage trassiert. Zur Eröffnung wurden vierteilige Fahrzeuge des japanischen Herstellers Hitachi Transportation Systems beschafft, die um 2022 durch chinesische Achtwagenzüge abgelöst wurden. Eine gewisse internationale Bekanntheit erlangte die Station Liziba (李子坝), die in einem Wohnhaus angelegt wurde.

### Linie 3
Als zweite Monorail-Linie stellt die Linie 3 eine Nord-Süd-Verbindung her. Ihr erstes Teilstück von der Station Yuānyāng (鴛鴦) im Bezirk Jiāngběi über den Nordbahnhof bis zur Station Liǎnglùkǒu (两路口) im zentralen Bezirk Yúzhōng wurde am 27. September 2011 eröffnet. Am 30. Dezember 2011 gingen zwei Verlängerungen in Betrieb: Richtung Süden zur Station Èrtáng (二塘) unweit der Jiāotōng-Universität im Süden der Stadt (Bezirk Nán'àn) und Richtung Norden zum Flughafen Chongqing-Jiangbei. Am 28. Dezember 2012 erfolgte eine Verlängerung im Süden bis zur Station Yúdòng (鱼洞) und am 28. Dezember 2018 die Eröffnung einer Zweiglinie von Bìjīn (碧津) nach Jǔrénbà (举人坝). Auf 54 Kilometer Streckenlänge plus 10,5 Kilometer für die Zweiglinie werden 45 Stationen bedient. Damit ist sie die längste Monorail der Welt und mit rund 600 000 täglichen Fahrgästen pro Tag auch die fahrgaststärkste. Es werden Achtwagenzüge eingesetzt.

## U-Bahn

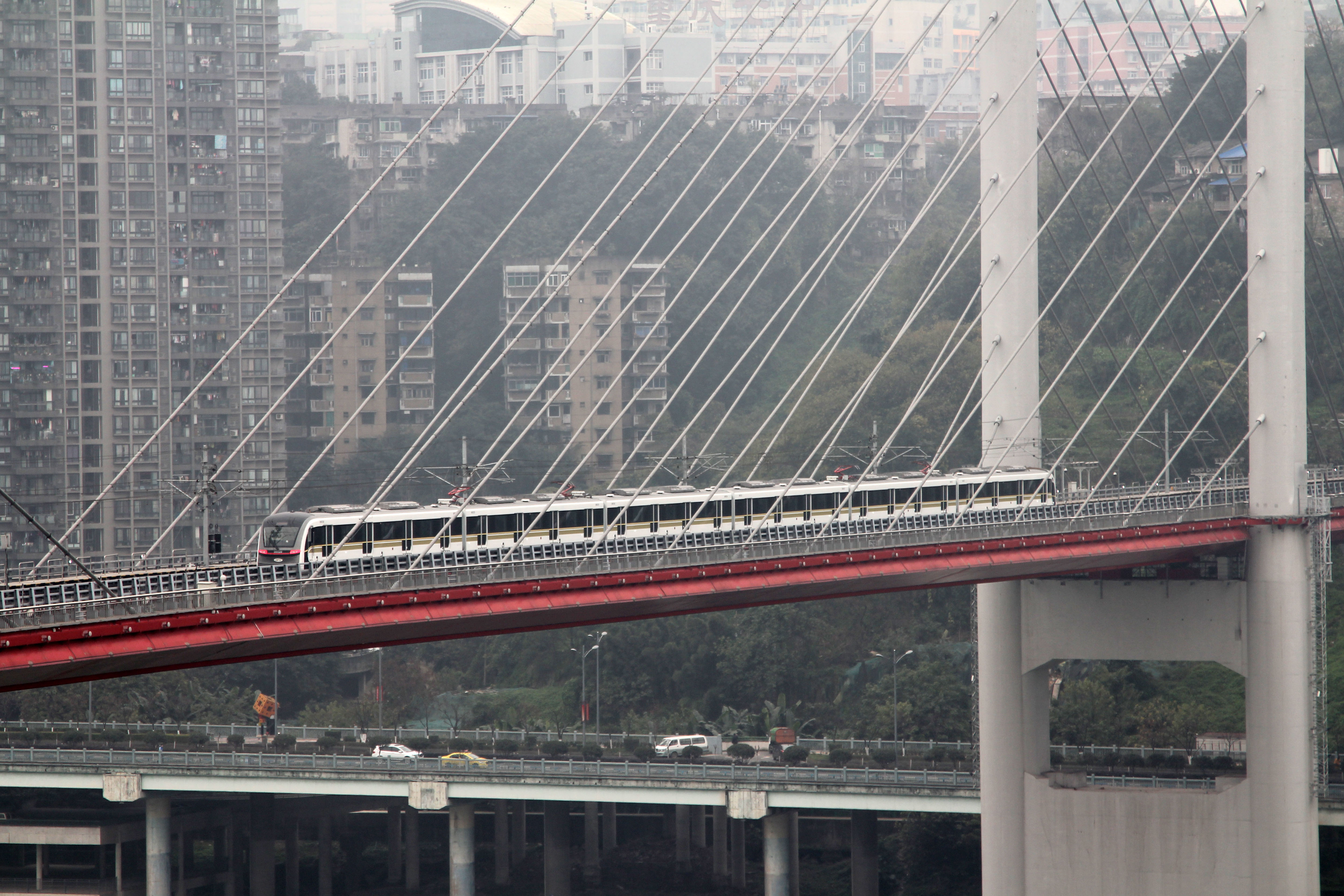
Ringlinie

### Ringlinie
Die U-Bahn-Ringlinie (auch Linie 0) ist seit dem 28. Dezember 2018 auf einem 17 Stationen langen Abschnitt zwischen der Haixia-Straße (海峡路) und der zentralen städtischen Bücherei (重庆图书馆) in Betrieb.

### Linie 1

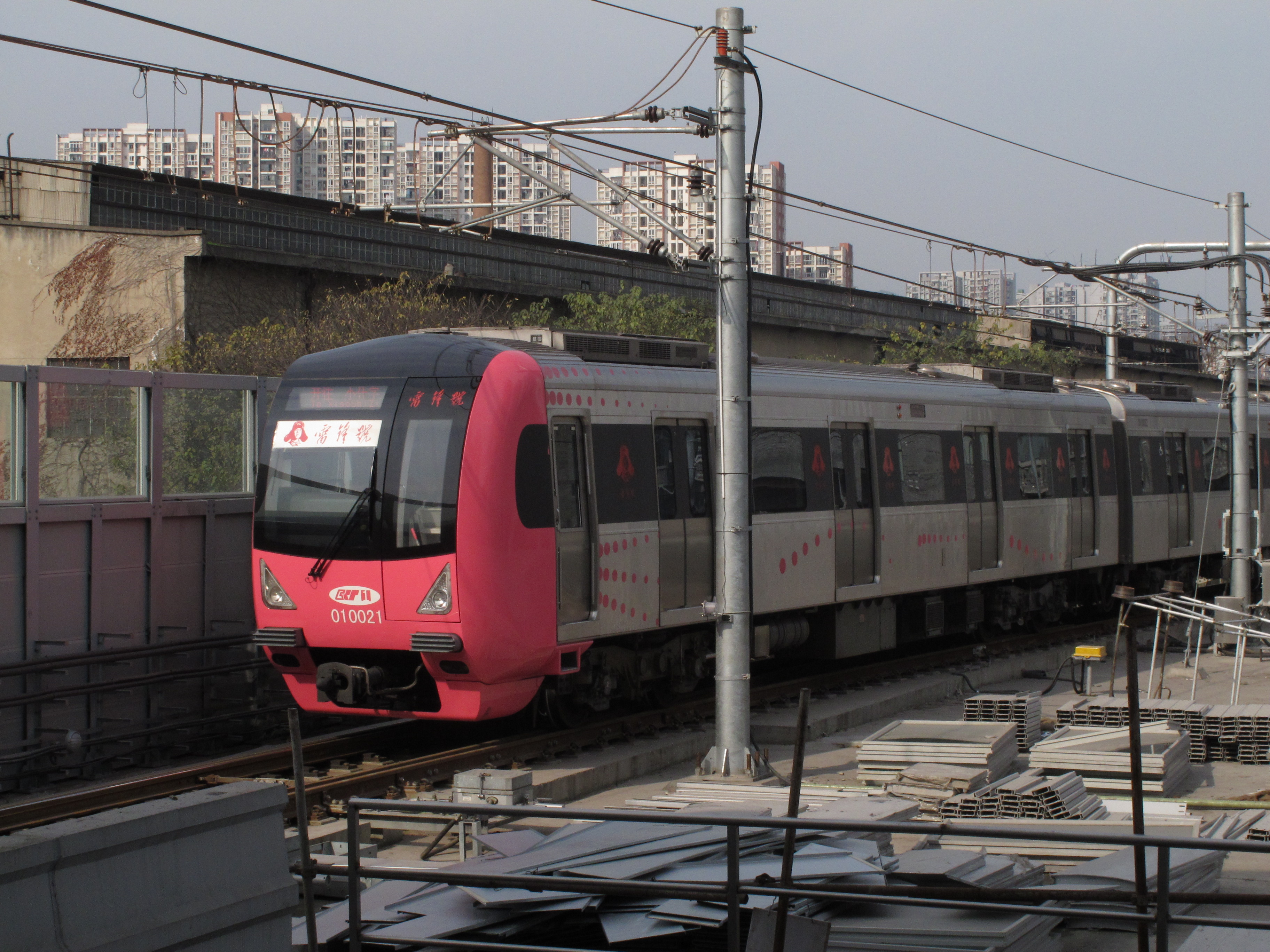
Linie 1

Die Linie 1 ist eine U-Bahn-Linie, die von der Station Cháotiānmén (朝天門) im Osten des Stadtzentrums über Shāpíngbà (沙坪壩) und die Universitätsstadt (大学城) zur Endstelle Jiandingpo (尖顶坡) im Westen der Stadt verläuft. Die komplett unterirdisch verlaufende Strecke weist 24 Stationen auf 37,1 km Streckenlänge auf. Anders als die Linien 2 und 3 ist sie als herkömmliche U-Bahn mit Stahlrädern und -schienen ausgeführt, auf welcher Kleinprofil-Triebwagen verkehren. Eröffnet wurde sie am 28. Juli 2011.

### Linie 4
Das erste Teilstück der Linie 4, einer U-Bahn-Tangente im Norden der Stadt, zwischen der Min'an-Chaussee (民安大道) und der Station Tangjiatuo (唐家沱) wurde am 28. Dezember 2018 eröffnet.

### Linie 5
Der erste Abschnitt der Linie 5 vom Gartencenter des Messegeländes (园博中心) im Norden der Stadt bis zur vorläufigen Endstation Dàshíbà (大石坝) wurde am 28. Dezember 2017 in Betrieb genommen. Er umfasst eine Streckenlänge von 16,1 km und zehn Haltestellen.

### Linie 6
Die Linie 6 ist eine U-Bahn-Durchmesserlinie zwischen dem Nordwesten und dem Südosten der Stadt. Der erste Bauabschnitt verläuft von Lǐjiā (礼嘉) nach Wǔlǐdiàn (五里店), umfasst 10 Stationen auf 19 km Streckenlänge und wurde am 28. September 2012 eröffnet. Am 15. Mai 2013 wurde der auf Netzspinnen als Linie I bezeichnete Linienast von Lǐjiā über das Messezentrum zur Endstation Yuèlái (悦来) eröffnet. Am 31. Dezember 2013 folgte die Eröffnung der Zweigstrecke nach Běibèi (北碚) mit weiteren sechs Stationen und am 31. Dezember 2014 eine Verlängerung in Richtung Südosten zum städtischen Teegarten (茶园). Somit umfasst die Linie 6 31 Stationen auf 75,9 km Streckenlänge. Die Linie 6 wird über ihr nordwestliches Ende hinauswachsen: Der Zweig nach Běibèi sollte um zwei Stationen bis nach Wǔlùkǒu (五路口) ausgebaut werden.
Im Dezember 2020 wurde der Nordast nach Yuelai um fast 14 Kilometer weiter nach Shaheba verlängert. Bis Juni 2025 entstand ein sieben Kilometer langer zweiter Südast von Liujiaping bis zum neuen Ostbahnhof.

### Linie 10
Das erste Teilstück der Linie 10 (19 Haltestellen; 27,72 km) zwischen Wángjiāzhuāng (王家庄) und Lǐyúchí (鲤鱼池) bindet zwei der drei Terminals des Flughafens an und ging am 28. Dezember 2017 in Betrieb.

### Linie 18
Der erste Abschnitt der Linie 18 wurde im Dezember 2023 eröffnet. Er führt auf 29 Kilometern Länge von Fuhualu an der Linie 9 nach Süden.

### Linie 24
Der Neubau der Linie 24 im Osten der Stadt ist im Gange, die Strecke soll mit 12 Stationen von Lijiao North über den Bahnhof Chongqing East bis Guangyangwan führen.

### Bitong-Linie
Die regionale Bitong-Linie führt von Bishan, dem westlichen Endpunkt der Linie 1 nach Tongliang im Nordwesten. Die Strecke ist 37,5 Kilometer lang und hat nur neun Stationen. Sie wurde für 140 km/h ausgelegt und am 2. Januar 2025 eröffnet.

## Urban Rail Express
Mit dem Urban Rail Express soll ein die Monorail- und Metrolinien überlagerndes Netz schneller, eher regionaler Verbindungen entstehen.
Die Linie 27 wird als erste Linie dieses Netzes seit November 2021 gebaut. Die Strecke wird 52 Kilometer lang sein und 14, davon 13 unterirdische, Stationen besitzen. Als schnelle Ost-West-Achse wird sie Bishan an der Bitong-Linie mit dem Bahnhof Chongqing-Ost verbinden.